# Ahmet Altan

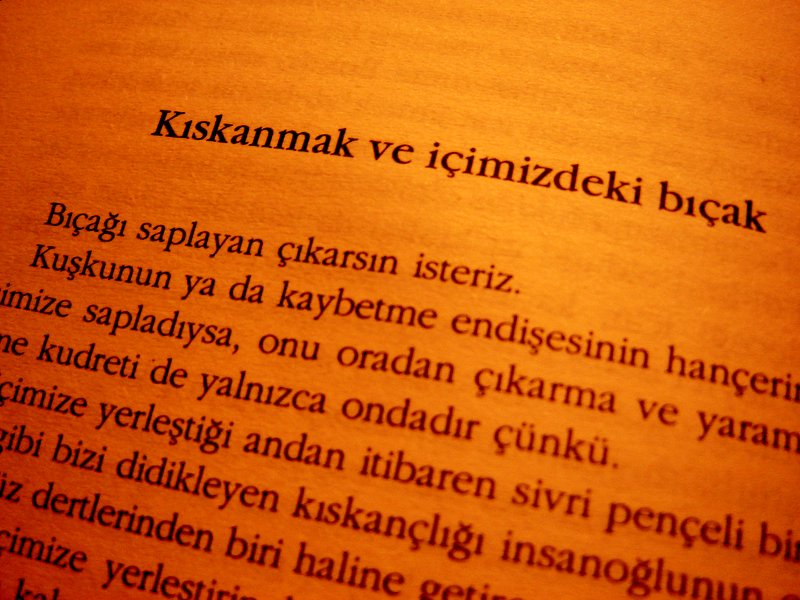
Eine Seite aus Ahmet Altans Kristal Denizaltı

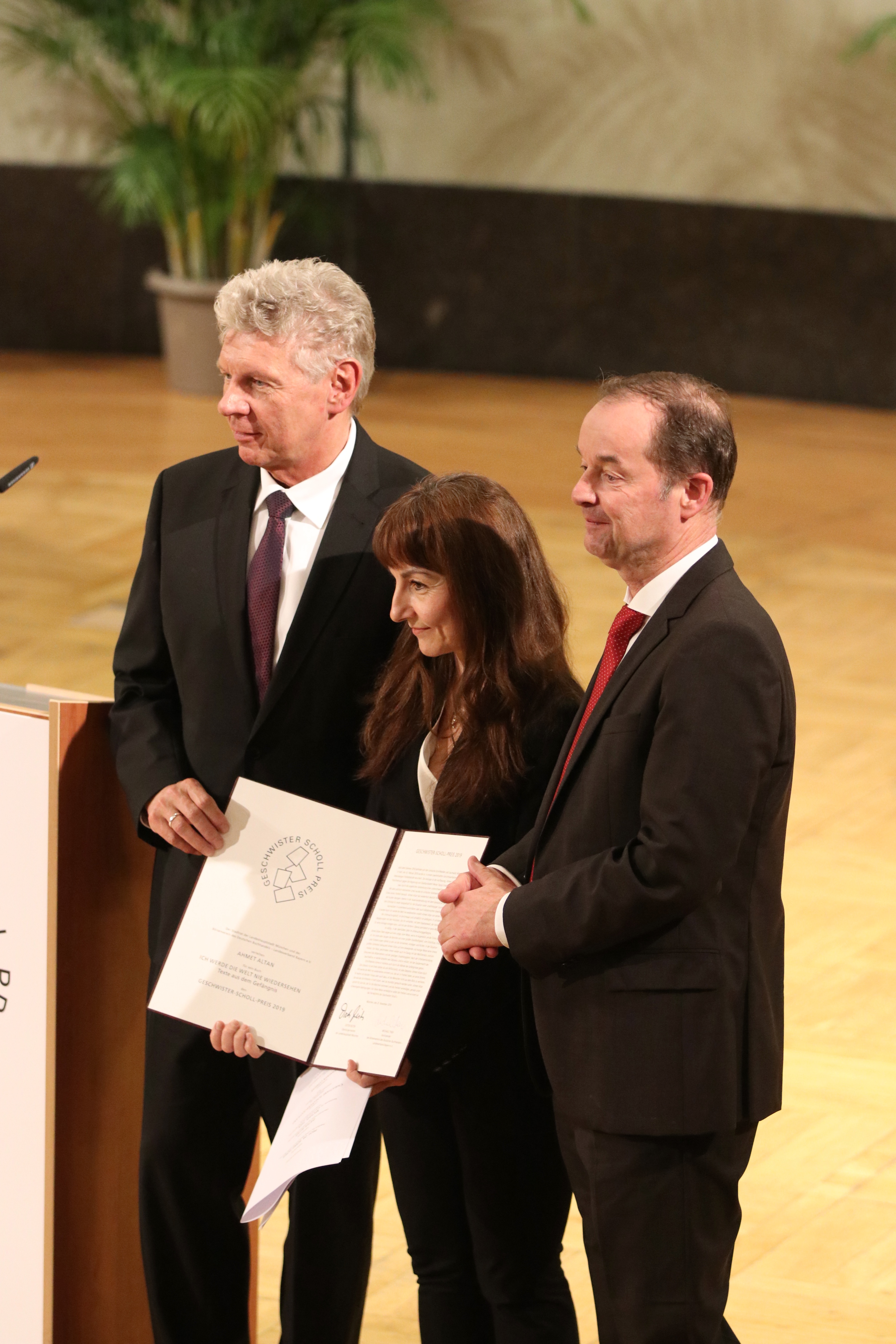
Geschwister-Scholl-Preis 2019 an Ahmet Altan in Abwesenheit

Ahmet Altan (* 1950 in Ankara) ist ein türkischer Journalist und Schriftsteller. Er schrieb lange Jahre als Kolumnist für die Zeitungen Hürriyet, Güneş, Milliyet und Yeni Yüzyıl. 2007 gründete er seine eigene Zeitung Taraf, die er zusammen mit Alev Er herausgab und für die er zwei Kolumnen schrieb. Taraf wollte erklärtermaßen die größten Tabus der Türkei wie den Völkermord an den Armeniern und die Diskriminierung der Kurden thematisieren. Nach dem Putschversuch vom 15. Juli 2016 wurde seine Zeitung per Regierungsdekret verboten. Ahmet Altan und sein Bruder Mehmet Altan wurden kurz nach dem Putschversuch vom Juli 2016 festgenommen, für den die Regierung die Bewegung des im US-Exil lebenden Predigers Fethullah Gülen verantwortlich macht. Ihnen wurden Zusammenarbeit mit Gülen und versuchter Umsturz vorgeworfen.
Am 16. Februar 2018 wurde er gemeinsam mit fünf Journalistenkollegen zu lebenslanger Haft verurteilt.
Er wurde in der Strafvollzugsanstalt Silivri inhaftiert, wo auch sein Bruder bis zu seiner Freilassung im Juni 2018 inhaftiert war. Am 14. April 2021 hat ein türkisches Berufungsgericht das wegen Terrorunterstützung gegen Altan ergangene Urteil aufgehoben und seine Freilassung angeordnet; am Tag zuvor war die Türkei vom Europäischen Gerichtshof für Menschenrechte wegen der Inhaftierung Altans im Zuge des Putschversuchs im Juli 2016 verurteilt worden.

## Leben
Sein Vater Çetin Altan (1927–2015) war Schriftsteller und Publizist und von 1965 bis 1969 als Vertreter der Arbeiterpartei der Türkei im türkischen Parlament. Altans jüngerer Bruder Mehmet Altan ist Professor für Volkswirtschaft an der Universität Istanbul und Autor mehrerer politischer Sachbücher.

### Atakürt
Im April 1995 entwarf er während seiner Zeit bei der Milliyet in einem Gedankenspiel ein Land, in dem Türken von den Kurden unterdrückt und assimiliert werden. So wurde Mustafa Kemal nicht als Türke in Saloniki, sondern als Kurde in Mossul geboren und erhielt nach dem Unabhängigkeitskrieg den Ehrennamen Atakürt (Vater der Kurden, anstatt Atatürk, Vater der Türken), das Land wurde Kürdiye (anstatt Türkiye) genannt. Die Existenz eines türkischen Volkes wurde in diesem Land negiert und das türkische Volk einer Politik der Zwangsassimilation unterworfen. Mit diesem Gedankenspiel wollte er auf die Kurdenproblematik in der Türkei aufmerksam machen. Ahmet Altan wurde wegen dieses Artikels entlassen und durch das Staatssicherheitsgericht zu 18 Monaten Haft verurteilt. Nach einer Klage vor dem Europäischen Gerichtshof für Menschenrechte wurde die Haftstrafe in eine Geldstrafe umgewandelt.
Altans Zeitung Taraf spielte 2010 eine unrühmliche Rolle bei der Veröffentlichung gefälschter Dokumente in der Balyoz-Affäre, mit der Gülenisten in der Justiz die Militärführung angriffen. Kritiker warfen Altan auch vor, dass er mit Taraf gegen linke Gülen-Kritiker wie Ahmet Sik zu Felde zog. In seiner Zeitung verteidigte er die kurzzeitige Verhaftung der todkranken Medizinerin Türkan Saylan († 2009); Saylan war eine säkular eingestellte Persönlichkeit der türkischen Zivilgesellschaft, die eine Stipendien-Stiftung zur Förderung junger Mädchen gegründet hatte.

### Inhaftierung 2016
Ahmet Altan und sein Bruder Mehmet Altan wurden unter dem Vorwurf festgenommen, in einer Live-Fernsehsendung in einem der Gülen-Bewegung nahestehenden Sender am 14. Juli 2016, am Vorabend des Putsches, „unterschwellige Botschaften“ über den bevorstehenden Putsch verbreitet zu haben. Die Ermittlungen gegen sie standen im Zusammenhang mit dem Putschversuch vom 15. Juli, für den die Regierung den islamistischen Prediger Fethullah Gülen verantwortlich machte. Ahmet Altan wurde zunächst aus dem Polizeigewahrsam entlassen, die Staatsanwaltschaft legte dagegen aber erfolgreich Widerspruch ein.
Autoren, Musiker, Künstler und Akademiker – darunter drei Nobelpreisträger – riefen nach der Festnahme der Altan-Brüder in einem Offenen Brief auf, „gegen die Hetzkampagne der Regierung“ zu protestieren. Zu den fast 300 Unterzeichnern gehören Orhan Pamuk, Elena Ferrante, Roberto Saviano, J. M. Coetzee, Nick Hornby, Herta Müller und Günter Wallraff. Sie wandten sich an die Regierung der Türkei und die Öffentlichkeit, um das zu beenden, was sie als „Vendetta gegen die klügsten Denker und Autoren des Landes“ bezeichneten.
Der türkische Literaturnobelpreisträger Orhan Pamuk schrieb am 10. September 2016 in der italienischen Zeitung La Repubblica, unter Hinweis auf die erneute Festsetzung Altans:

„Die Gedankenfreiheit existiert nicht mehr. Wir bewegen uns mit großer Geschwindigkeit von einem Rechtsstaat zu einem Terrorregime […] Ich bin voller Wut und äußere meine schärfste Kritik an der Festnahme des Schriftsteller [sic] Ahmet Altan, einer der wichtigsten Federn des türkischen Journalismus, und seines Bruders Mehmet Altan, einem renommierten Akademiker und Ökonomen.“

Im Januar 2018 hatte das türkische Verfassungsgericht seine Freilassung angeordnet, was vom Strafgericht allerdings abgewiesen wurde. Am 16. Februar 2018, demselben Tag, an dem der deutsch-türkische Journalist Deniz Yücel aus der Untersuchungshaft entlassen wurde, wurde Altan, wie auch fünf weitere türkische Journalisten, zu einer lebenslangen Freiheitsstrafe verurteilt. Die weiteren Verurteilten sind sein Bruder Mehmet Altan, die Journalistin Nazlı Ilıcak sowie die Taraf-Journalisten Şükrü Tuğrul Özşengül, Yakup Şimşek und Fevzi Yazıcı. Der Generalsekretär des Europarats, Thorbjørn Jagland, rief die Türkei zur Achtung ihres eigenen Verfassungsgerichts auf.
Am 4. November 2019 wurde Altan unter Auflagen freigelassen, jedoch nach Einspruch der Generalstaatsanwaltschaft am 12. November erneut festgenommen.
Die Verleihung des Geschwister-Scholl-Preises an Ahmet Altan für sein Buch Ich werde die Welt nie wieder sehen. Texte aus dem Gefängnis am 25. November 2019 in München musste in Abwesenheit des Schriftstellers stattfinden. Den Preis nahm stellvertretend die Journalistin und Schriftstellerin Yasemin Çongar entgegen.
Das PEN-Zentrum Deutschland hat im November 2019 Ahmet Altan zum Ehrenmitglied ernannt – „als Zeichen der Solidarität“. Zuvor gab es schon ähnliche Ehrenmitgliedschaften für Václav Havel und Liu Xiaobo, Anabel Hernández sowie Selahattin Demirtaş, Raif Badawi und Li Bifeng.

## Auszeichnungen
- 2009: Preis für die Freiheit und Zukunft der Medien[15]
- 2019: Geschwister-Scholl-Preis[16]
- 2021: Prix Femina étranger für Madame Hayat[17]

## Werke
- Dört Mevsim Sonbahar. (1982) („Vier Jahreszeiten Herbst“)
- Sudaki İz. (1985) („Die Spur im Wasser“)
- Yanlızlığın Özel Tarihi. (1991) („Die spezielle Geschichte der Einsamkeit“)
- Tehlikeli Masallar. (1996) („Gefährliche Märchen“)
- Kılıç Yarası Gibi. (1998) („Wie eine Schwertwunde“)
  - Deutsche Ausgabe: Der Duft des Paradieses. Aus dem Türkischen von Ute Birgi-Knellessen. Krüger, Frankfurt am Main 2002, ISBN 3-8105-0131-X; Neuausgabe u. d. T. Wie ein Schwertstreich. Fischer Taschenbuch, Frankfurt am Main 2018, ISBN 978-3-596-70382-1.
- İsyan Günlerinde Aşk. (2001) („Liebe während der Aufstandstage“)
- Aldatmak. (2002) („Betrügen“)
- En Uzun Gece. (2005) („Die längste Nacht“)
- Son Oyun. (2013) („Endspiel“)
- Ich werde die Welt nie wiedersehen. Texte aus dem Gefängnis. Aus dem Türkischen von Ute Birgi-Knellessen. S. Fischer, Frankfurt am Main 2018, ISBN 978-3-10-397425-6.
- Hayat heißt Leben. Aus dem Türkischen von Ute Birgi-Knellessen. S. Fischer, Frankfurt am Main 2022, ISBN 978-3-10-397123-1.